# Белый Немёд
Белый Немёд — река в Курской и Орловской областях России. Правый приток Свапы. Протекает по территориям Железногорского и Троснянского районов. Берёт начало в посёлке Светлый Дунай Железногорского района, течёт на восток, где почти сразу попадает на территорию Троснянского района Орловской области. Далее поворачивает на юг и в своём нижнем течении является границей между Курской и Орловской областями. Впадает в Копёнское водохранилище на реке Свапе.

## Гидрография
Белый Немёд — типичная равнинная река со спокойным течением, скорость не превышает 2-3 км/час, протяжённость составляет 33 километра. Русло реки извилистое. Река образуется из слияния двух почти равных ручьёв: один из них носит название Чёрный Немёд, другой — Белый Немёд.

## Флора и фауна
В реке встречается: жерех, судак, лещ, щука, сом, сазан, подуст, язь, а также раки.